# Maradi I
Maradi I ist eines der drei Arrondissements der Stadt Maradi in Niger.
Das Arrondissement liegt im Norden des Stadtgebiets und grenzt im Süden an Maradi II. Maradi I ist in sieben Stadtviertel gegliedert: Biyo Kacharouwa, Bouzou Dan Zambadé, Mazadou Djika, Nouveau Carré, Soura Aladey, Soura Bildi und Zaria I.
Die Verwaltungseinheit Maradi I wurde 2002 als Stadtgemeinde (commune urbaine) gegründet, als die Stadt Maradi in einen Gemeindeverbund (communauté urbaine) aus drei Stadtgemeinden umgewandelt wurde. Im Jahr 2010 gingen aus den Stadtgemeinden Maradis die drei Arrondissements hervor.
Bei der Volkszählung 2012 hatte Maradi I 114.307 Einwohner, die in 15.533 Haushalten lebten. Bei der Volkszählung 2001 betrug die Einwohnerzahl 51.923 in 8269 Haushalten.
Der Bezirksrat (conseil d’arrondissement) hat 14 Mitglieder. Mit den Kommunalwahlen 2020 sind die Sitze im Bezirksrat wie folgt verteilt: 4 CPR-Inganci, 3 PNDS-Tarayya, 2 MNSD-Nassara, 2 MPN-Kiishin Kassa, 1 ADEN-Karkara, 1 MODEN-FA Lumana Africa und 1 MPR-Jamhuriya.